# Liste der Monuments historiques in Juvigny-en-Perthois
Die Liste der Monuments historiques in Juvigny-en-Perthois führt die Monuments historiques in der französischen Gemeinde Juvigny-en-Perthois auf.

## Liste der Objekte
| Bezeichnung | Beschreibung | Standort                                     | Kennzeichnung | Schutzstatus | Datum | Bild |
| ----------- | --- | -------------------------------------------- | ------------- | ------------ | ----- | ---- |
| Monstranz   | Messing und Silber, vergoldet, zweites Viertel des 19. Jahrhunderts, in Straßburg gemarkt; im Centre départemental d’art sacré in Saint-Mihiel deponiert     | in der Kirche Assomption-de-la-Vierge (Lage) | PM55001939    | Inscrit      | 1992  |      |
| Gedenktafel | mit Aufzählung der durch Didier Ferant, Pfarrer von Juvigny, erreichten Ablässe; Kalkstein, bemalt, bezeichnet 1556; aus der 1898 abgebrochenen alten Kirche | in der Kirche Assomption-de-la-Vierge (Lage) | PM55001940    | Inscrit      | 1991  |      |
| Kettenhemd  | Schmiedeeisen, 15. Jahrhundert; aus der 1898 abgebrochenen alten Kirche                                                                                      | in der Kirche Assomption-de-la-Vierge (Lage) | PM55001153    | Classé       | 1995  |      |